# José Antonio Ruiz San Román
José A. Ruiz San Román, (Madrid, 1968) es investigador y profesor titular de la Universidad Complutense de Madrid en el ámbito de la Sociología y de la Comunicación. Desde junio de 2017 es Vicedecano de la Facultad de Ciencias de la Información.

## Biografía
José A. Ruiz San Román es Doctor en Ciencias de la Información (1996) por la Universidad Complutense de Madrid, donde también obtuvo sus licenciaturas en Ciencias de la Información (1992) y  en Derecho (1992). Desde 2008 es Profesor Titular del Departamento de Sociología VI (Opinión Pública y Cultura de Masas) de la Universidad Complutense de Madrid, en la Facultad de Ciencias de la Información. Ha sido coordinador del Máster de Estudios Avanzados en Comunicación Política de la Universidad Complutense de Madrid. Desde 2016 es Responsable de Prácticas Externas de la Facultad de Ciencias de la Información de la UCM.
En el ámbito de la investigación su trabajo se ve plasmado en numerosos artículos científicos y libros, como también en ponencias en seminarios y congresos.
Ha liderado varios proyectos de investigación universitarios, entre los que destacan: “Seguimiento del Código de Autorregulación. Horario de Protección Reforzada” financiado por la Asociación de Telespectadores y Radioyentes (ATR), (2005-2009);  “Internet y Comunicación Corporativa: el rediseño de los procesos comunicativos a través de la World Wide Web en España, Europa y Estados Unidos” IBM-UCM (2004 –2005); “Uso de museos y exposiciones de Madrid para el estudio del cambio social. Una propuesta de mejora en las prácticas docentes de los estudios de comunicación” UCM 2016‐17 Proyectos Innova‐Docencia.
Fue presidente de la Asociación Iberoamericana de Sociología de las Organizaciones y Comunicación desde 2016 a 2021, cuando pasó a ser vicepresidente. Es secretario del comité de investigación 15 de la Federación Española de Sociología (FES). Fue coordinador del grupo de trabajo denominado Network A "Communitarian Ideals and Civil Society" dentro de la Sociedad para el avance de la socioeconomía -SASE- hasta 2022. También ha coordinado numerosos congresos nacionales e internacionales en el ámbito de la sociología y la comunicación.
Fue Visiting Scholar en Stanford University en 1999 y en el Institute of Communications Research de la Universidad de Illinois en Urbana-Champaign en 2011. 
Es conocido también por explicar a los alumnos su "Teoría del Cerdo".
Ostenta el cargo de Vicedecano de Relaciones Institucionales, Movilidad y Prácticas (2017-2021) y Vicedecano de Relaciones internacionales (desde 2021), de la Facultad de Ciencias de la Información de la Universidad Complutense de Madrid.

## Líneas de investigación
- Infancia y comunicación
- El pensamiento del sociólogo Amitai Etzioni
- Opinión pública
- El uso de experimentos en investigación en comunicación
- Efectos sociales de los medios de comunicación y persuasión

## Publicaciones

### Libros
- Introducción a la tradición clásica de la opinión pública, Editorial Tecnos, Madrid, 1997. ISBN 84-309-3065-5
- Sociología de la Comunicación (con Lucas Marín y García Galera), Editorial Trotta, Madrid, 1999. ISBN 84-8164-301-7
- El acceso de la opinión pública al parlamento, Editorial Universidad Complutense Tesis Doctorales (CD-ROM), Madrid, 2001. ISBN 84-669-0084-5
- Key Context for Education and Democracy in Globalising Societies. (Coeditor en colaboración con Ruzicka, Richard y Ballantine, Jeanne H.) Editorial Zeithalvá Milena, Ing. – Agentura Actino M, 2004, ISBN 80-86742-05-9
- Investigar en comunicación. Guía práctica de métodos y técnicas de investigación social en Comunicación (Coordinador en colaboración con Berganza, Mª Rosa) Editorial McGraw-Hill, Madrid, 2005, ISBN 84-481-9825-5
- An Análisis of Online Press Rooms in Leading Companies Around the World, (coordinador académico), Departamento de Comunicación IBM-España, 2005, ISBN 84/689-2608-6.

### Capítulos de Libros
- ”Perfil biográfico e intelectual de Amitai Etzioni”, en La Tercera Vía hacia la buena sociedad. Propuestas desde el comunitarismo, de A. Etzioni, Editorial Trotta, Madrid, 2001, pp. 107-111. ISBN 84-8164-468-4
- “Elementos socialmente relevantes en la implantación de la televisión digital”, en La participación en las organizaciones: un desafío para el nuevo milenio, de VVAA (Universidad de Zaragoza), Editorial Egido, Zaragoza, 2001, pp. 367-376. ISBN 84-89714-95-9
- ”Las posibilidades de participación de los ciudadanos en campañas institucionales de comunicación mediante páginas web” (con Carcelén García y Villagra García), en Ética de la comunicación: problemas y recursos, de Diezhandino, Marinas y Watt (eds), Editorial Foro Complutense, Madrid, 2002, pp. 109-121. ISBN 84-88365-12-8
- ”Orígenes de la participación en las organizaciones. La participación del pueblo en las instituciones políticas romanas”, en Democracia y participación en las organizaciones de las nuevas sociedades de la información, de Lucas Marín y Vinuesa Tejero (eds), Edita AISOC, Madrid, 2002, pp. 201-219. ISBN 84-607-6066-9
- ”Algunos elementos relevantes en los textos de la Grecia Antigua para el estudio de la opinión pública”, en Nuevas Organizaciones: tendencias, experiencias, cultura y comunicación, de Lucas Marín, Vinuesa Tejero y Ruiz San Román (eds), Edita AISOC, Madrid, 2002, pp. 297-304. ISBN 84-607-4913
- ”La recepción del pensamiento de Etzioni en España”, Capítulo II del libro Comunitarismo. Cultura de solidaridad, de Pérez Adán, Editorial La Caja, Madrid, 2003, pp. 63 y ss. ISBN 84-932920-9-5
- Voces “Adscripción”, “Descubrimiento”, “Desencantamiento del mundo” y “Etzioni” del Diccionario de Sociología, VVAA, Editorial ESIC-URJC, Madrid, 2004, pp. 28-29; pp. 364-365; pp. 518-519. ISBN 84-7356-359-X
- “Investigación y realidad social. Una reflexión epistemológica”, (en colaboración con González Cantón, C.) capítulo del libro de Berganza, R. y Ruiz San Román, J.A. Investigar en Comunicación, Madrid, 2005, pp. 3-18. ISBN 84-481-9825-5.
- “Los experimentos”, capítulo del libro de Berganza, R. y Ruiz San Román, J.A. Investigar en Comunicación, Madrid, 2005, pp. 229-250. ISBN 84-481-9825-5.

### Artículos científicos
- “Uso de videojuegos en niños de 7 a 12 años. Una aproximación mediante encuesta” (2006) (en colaboración con Ferrer, Marina) en Revista Icono 14, Vol. 4, N.º 1.[15]
- “Tres años de Código de Autorregulación de Contenidos Televisivos e Infancia en España (2004-2007)” (2008) (en colaboración con Marta Salguero Montero) en Sphera Pública. Revista de Ciencias Sociales y de la Comunicación N.º 8, páginas 65-81 (Ejemplar dedicado a: Medios responsables: Panorama internacional de contenidos programáticos para menores), ISSN 1180-9213.[16]
- “Responsabilidad social y autorregulación de las cadenas televisivas sobre la infancia” (2008) (en colaboración con Marta Salguero) en Comunicar: Revista científica iberoamericana de comunicación y educación, número 30, pp. 113-117. ISSN 1134-3478.[17]
- “Comunicación interpersonal y vida cotidiana. La presentación de la identidad de los jóvenes en Internet” (2009) (en colaboración con María Dolores Cáceres y Gaspar Brandle), en Cuadernos de Información y Comunicación, vol. 14, pp. 213-231. ISSN 1135-7991.[18]
- “Niños y pantallas. Oportunidades y retos de una relación en transformación” (2009) en Mediterráneo Económico, número 14, pp. 351-366. ISSN 1698-3726.[19]
- “Riesgo de aparición de efecto boomerang en las comunicaciones contra la violencia" (2011) (en colaboración con Brandle y Martín) en Revista Comunicar, Nº37, Vol XIX, pp.161-168.[20]
- "El uso de la televisión en un contexto multipantallas: viejas prácticas en nuevos medios" (2011) (en colaboración con Cáceres y Brandle) en Anàlisi: quaderns de comunicació i cultura, 43.[21]
- "La protección de los menores en el artículo 7 de la Ley 7/2010 General de la Comunicación Audiovisual. Análisis y discusión crítica" (2011) en DERECOM, 6.[22]
- “Las televisiones y la investigación en infancia y televisión [TV Broadcasters and Research on TV and Children]” (2013) (en colaboración con Ortiz Sobrino y Díaz Cerveró) en Comunicar, 40, 137-144.[23]
- “Hacia la construcción de una ciudadanía digital. Nuevos modelos de participación y empoderamiento a través de Internet” (2015) (en colaboración con Cáceres Zapatero, M.D.y Brändle, G) en Prisma Social, 15, pp.643-684.[24]
- “Communicating Corporate Social Responsibility: re-assessment of classical theories about fit between CSR actions and corporate activities” (2016) (en colaboración con Villagra, N. y Cárdaba, M.) en Communication & Society 29(2), 133-146.[25]